# Mychonia corticinaria
Mychonia corticinaria là một loài bướm đêm trong họ Geometridae.